# Mexican Open
Mexican Open – męski turniej ATP Tour 500 zaliczany do cyklu ATP Tour rozgrywany od 1993 roku na kortach w meksykańskim Acapulco. W latach 2001–2020 odbywały się zawody kobiece kategorii WTA International Series zaliczane do cyklu WTA Tour.
W latach 1993–1998 i 2000 turniej męski odbywał się w Meksyku. Od 2001 roku nieprzerwanie, do 2020 roku razem z rozgrywkami kobiecymi, rozgrywany jest w Acapulco.
W 2014 roku nastąpiła zmiana nawierzchni w zawodach – poprzez zastąpienie ziemnego podłoża twardym.

## Mecze finałowe

### Gra pojedyncza mężczyzn
| Rok  | Zwycięzca                    | Finalista                    | Wynik                        |
| 2025 | Tomáš Macháč                 | Alejandro Davidovich Fokina  | 7:6(6), 6:2                  |
| 2024 | Alex de Minaur               | Casper Ruud                  | 6:4, 6:4                     |
| 2023 | Alex de Minaur               | Tommy Paul                   | 3:6, 6:4, 6:1                |
| 2022 | Rafael Nadal                 | Cameron Norrie               | 6:4, 6:4                     |
| 2021 | Alexander Zverev             | Stefanos Tsitsipas           | 6:4, 7:6(3)                  |
| 2020 | Rafael Nadal                 | Taylor Fritz                 | 6:3, 6:2                     |
| 2019 | Nick Kyrgios                 | Alexander Zverev             | 6:3, 6:4                     |
| 2018 | Juan Martín del Potro        | Kevin Anderson               | 6:4, 6:4                     |
| 2017 | Sam Querrey                  | Rafael Nadal                 | 6:3, 7:6(3)                  |
| 2016 | Dominic Thiem                | Bernard Tomic                | 7:6(6), 4:6, 6:3             |
| 2015 | David Ferrer                 | Kei Nishikori                | 6:3, 7:5                     |
| 2014 | Grigor Dimitrow              | Kevin Anderson               | 7:6(1), 3:6, 7:6(5)          |
| 2013 | Rafael Nadal                 | David Ferrer                 | 6:0, 6:2                     |
| 2012 | David Ferrer                 | Fernando Verdasco            | 6:1, 6:2                     |
| 2011 | David Ferrer                 | Nicolás Almagro              | 7:6(4), 6:7(2), 6:2          |
| 2010 | David Ferrer                 | Juan Carlos Ferrero          | 6:3, 3:6, 6:1                |
| 2009 | Nicolás Almagro              | Gaël Monfils                 | 6:4, 6:4                     |
| 2008 | Nicolás Almagro              | David Nalbandian             | 6:1, 7:6(1)                  |
| 2007 | Juan Ignacio Chela           | Carlos Moyá                  | 6:3, 7:6(2)                  |
| 2006 | Luis Horna                   | Juan Ignacio Chela           | 7:6(5), 6:4                  |
| 2005 | Rafael Nadal                 | Albert Montañés              | 6:1, 6:0                     |
| 2004 | Carlos Moyá                  | Fernando Verdasco            | 6:3, 6:0                     |
| 2003 | Agustín Calleri              | Mariano Zabaleta             | 7:5, 3:6, 6:3                |
| 2002 | Carlos Moyá                  | Fernando Meligeni            | 7:6(4), 7:6(4)               |
| 2001 | Gustavo Kuerten              | Galo Blanco                  | 6:4, 6:2                     |
| 2000 | Juan Ignacio Chela           | Mariano Puerta               | 6:4, 7:6(4)                  |
| 1999 | Turniej męski nie odbył się. | Turniej męski nie odbył się. | Turniej męski nie odbył się. |
| 1998 | Jiří Novák                   | Xavier Malisse               | 6:3, 6:3                     |
| 1997 | Francisco Clavet             | Juan Albert Viloca           | 6:4, 7:6(7)                  |
| 1996 | Thomas Muster                | Jiří Novák                   | 7:6(3), 6:2                  |
| 1995 | Thomas Muster                | Fernando Meligeni            | 7:6(4), 7:5                  |
| 1994 | Thomas Muster                | Roberto Jabali               | 6:3, 6:1                     |
| 1993 | Thomas Muster                | Carlos Costa                 | 6:2, 6:4                     |

### Gra pojedyncza kobiet
| Rok  | Zwyciężczyni        | Finalistka             | Wynik            |
| 2020 | Heather Watson      | Leylah Fernandez       | 6:4, 6:7(8), 6:1 |
| 2019 | Wang Yafan          | Sofia Kenin            | 2:6, 6:3, 7:5    |
| 2018 | Łesia Curenko       | Stefanie Vögele        | 5:7, 7:6(2), 6:2 |
| 2017 | Łesia Curenko       | Kristina Mladenovic    | 6:1, 7:5         |
| 2016 | Sloane Stephens     | Dominika Cibulková     | 6:4, 4:6, 7:6(5) |
| 2015 | Timea Bacsinszky    | Caroline Garcia        | 6:3, 6:0         |
| 2014 | Dominika Cibulková  | Christina McHale       | 7:6(3), 4:6, 6:4 |
| 2013 | Sara Errani         | Carla Suárez Navarro   | 6:0, 6:4         |
| 2012 | Sara Errani         | Flavia Pennetta        | 5:7, 7:6(2), 6:0 |
| 2011 | Gisela Dulko        | Arantxa Parra Santonja | 6:3, 7:5         |
| 2010 | Venus Williams      | Polona Hercog          | 2:6, 6:2, 6:3    |
| 2009 | Venus Williams      | Flavia Pennetta        | 6:1, 6:2         |
| 2008 | Flavia Pennetta     | Alizé Cornet           | 6:0, 4:6, 6:1    |
| 2007 | Émilie Loit         | Flavia Pennetta        | 7:6(0), 6:4      |
| 2006 | Anna-Lena Grönefeld | Flavia Pennetta        | 6:1, 4:6, 6:2    |
| 2005 | Flavia Pennetta     | Ľudmila Cervanová      | 3:6, 7:5, 6:3    |
| 2004 | Iveta Benešová      | Flavia Pennetta        | 7:6(5), 6:4      |
| 2003 | Amanda Coetzer      | Mariana Díaz-Oliva     | 7:5, 6:3         |
| 2002 | Katarina Srebotnik  | Paola Suárez           | 6:7(1), 6:4, 6:2 |
| 2001 | Amanda Coetzer      | Jelena Diemientjewa    | 2:6, 6:1, 6:2    |

### Gra podwójna mężczyzn
| Rok  | Zwycięzcy                               | Finaliści                             | Wynik                        |
| 2025 | Christian Harrison Evan King            | Sadio Doumbia Fabien Reboul           | 6:4, 6:0                     |
| 2024 | Hugo Nys Jan Zieliński                  | Santiago González Neal Skupski        | 6:3, 6:2                     |
| 2023 | Alexander Erler Lucas Miedler           | Nathaniel Lammons Jackson Withrow     | 7:6(9), 7:6(3)               |
| 2022 | Feliciano López Stefanos Tsitsipas      | Marcelo Arévalo Jean-Julien Rojer     | 7:5, 6:4                     |
| 2021 | Ken Skupski Neal Skupski                | Marcel Granollers Horacio Zeballos    | 7:6(3), 6:4                  |
| 2020 | Łukasz Kubot Marcelo Melo               | Juan Sebastián Cabal Robert Farah     | 7:6(6), 6:7(4), 11–9         |
| 2019 | Alexander Zverev Mischa Zverev          | Austin Krajicek Artem Sitak           | 2:6, 7:6(4), 10–5            |
| 2018 | Jamie Murray Bruno Soares               | Bob Bryan Mike Bryan                  | 7:6(4), 7:5                  |
| 2017 | Jamie Murray Bruno Soares               | John Isner Feliciano López            | 6:3, 6:3                     |
| 2016 | Treat Huey Maks Mirny                   | Philipp Petzschner Alexander Peya     | 7:6(5), 6:3                  |
| 2015 | Ivan Dodig Marcelo Melo                 | Mariusz Fyrstenberg Santiago González | 7:6(2), 5:7, 10–3            |
| 2014 | Kevin Anderson Matthew Ebden            | Feliciano López Maks Mirny            | 6:3, 6:3                     |
| 2013 | Łukasz Kubot David Marrero              | Simone Bolelli Fabio Fognini          | 7:5, 6:2                     |
| 2012 | David Marrero Fernando Verdasco         | Marcel Granollers Marc López          | 6:3, 6:4                     |
| 2011 | Victor Hănescu Horia Tecău              | Marcelo Melo Bruno Soares             | 6:1, 6:3                     |
| 2010 | Łukasz Kubot Oliver Marach              | Fabio Fognini Potito Starace          | 6:0, 6:0                     |
| 2009 | František Čermák Michal Mertiňák        | Łukasz Kubot Oliver Marach            | 4:6, 6:4, 10–7               |
| 2008 | Oliver Marach Michal Mertiňák           | Agustín Calleri Luis Horna            | 6:2, 6:7, 10–7               |
| 2007 | Potito Starace Martín Vassallo Argüello | Lukáš Dlouhý Pavel Vízner             | 6:0, 6:2                     |
| 2006 | František Čermák Leoš Friedl            | Potito Starace Filippo Volandri       | 7:5, 6:2                     |
| 2005 | David Ferrer Santiago Ventura           | Jiří Vaněk Tomáš Zíb                  | 4:6, 6:1, 6:4                |
| 2004 | Bob Bryan Mike Bryan                    | Juan Ignacio Chela Nicolás Massú      | 6:2, 6:3                     |
| 2003 | Mark Knowles Daniel Nestor              | Fernando Vicente David Ferrer         | 6:3, 6:3                     |
| 2002 | Bob Bryan Mike Bryan                    | Martin Damm David Rikl                | 6:1, 3:6, 10–2               |
| 2001 | Donald Johnson Gustavo Kuerten          | David Adams Martín García             | 6:3, 7:6(5)                  |
| 2000 | Byron Black Donald Johnson              | Gastón Etlis Martín Rodríguez         | 6:3, 7:5                     |
| 1999 | Turniej męski nie odbył się.            | Turniej męski nie odbył się.          | Turniej męski nie odbył się. |
| 1998 | Jiří Novák David Rikl                   | Daniel Orsanic David Roditi           | 6:4, 6:2                     |
| 1997 | Nicolás Lapentti Daniel Orsanic         | Luis Herrera Mariano Sánchez          | 4:6, 6:3, 7:6                |
| 1996 | Donald Johnson Francisco Montana        | Nicolás Pereira Emilio Sánchez        | 6:2, 6:4                     |
| 1995 | Javier Frana Leonardo Lavalle           | Diego Nargiso Marc-Kevin Goellner     | 7:5, 6:3                     |
| 1994 | Francisco Montana Bryan Shelton         | Murphy Jensen Luke Jensen             | 6:3, 6:4                     |
| 1993 | Leonardo Lavalle Jaime Oncins           | Jorge Lozano Horacio de la Peña       | 7:6, 6:4                     |

### Gra podwójna kobiet
| Rok  | Zwyciężczynie                                       | Finalistki                                             | Wynik              |
| 2020 | Desirae Krawczyk Giuliana Olmos                     | Kateryna Bondarenko Sharon Fichman                     | 6:3, 7:6(5)        |
| 2019 | Wiktoryja Azaranka Zheng Saisai                     | Desirae Krawczyk Giuliana Olmos                        | 6:1, 6:2           |
| 2018 | Tatjana Maria Heather Watson                        | Kaitlyn Christian Sabrina Santamaria                   | 7:5, 2:6, 10–2     |
| 2017 | Darija Jurak Anastasija Rodionowa                   | Verónica Cepede Royg Mariana Duque Mariño              | 6:3, 6:2           |
| 2016 | Anabel Medina Garrigues Arantxa Parra Santonja      | Kiki Bertens Johanna Larsson                           | 6:0, 6:4           |
| 2015 | Lara Arruabarrena María-Teresa Torró-Flor           | Andrea Hlaváčková Lucie Hradecká                       | 7:6(2), 5:7, 13–11 |
| 2014 | Kristina Mladenovic Galina Woskobojewa              | Petra Cetkovská Iveta Melzer                           | 6:3, 2:6, 10–5     |
| 2013 | Lourdes Domínguez Lino Arantxa Parra Santonja       | Catalina Castaño Mariana Duque Mariño                  | 6:4, 7:6(1)        |
| 2012 | Sara Errani Roberta Vinci                           | Lourdes Domínguez Lino Arantxa Parra Santonja          | 6:2, 6:1           |
| 2011 | Marija Korytcewa Raluca Olaru                       | Lourdes Domínguez Lino Arantxa Parra Santonja          | 3:6, 6:1, 10–4     |
| 2010 | Polona Hercog Barbora Záhlavová-Strýcová            | Sara Errani Roberta Vinci                              | 2:6, 6:1, 10–2     |
| 2009 | Nuria Llagostera Vives María José Martínez Sánchez  | Lourdes Domínguez Lino Arantxa Parra Santonja          | 6:4, 6:2           |
| 2008 | Nuria Llagostera Vives María José Martínez Sánchez  | Iveta Benešová Petra Cetkovská                         | 6:2, 6:4           |
| 2007 | Lourdes Domínguez Lino Arantxa Parra Santonja       | Émilie Loit Nicole Pratt                               | 6:3, 6:3           |
| 2006 | Anna-Lena Grönefeld Meghann Shaughnessy             | Shinobu Asagoe Émilie Loit                             | 6:1, 6:3           |
| 2005 | Alina Żydkowa Tetiana Perebyjnis                    | Rosa Maria Andres Rodriguez Conchita Martínez Granados | 7:5, 6:3           |
| 2004 | Lisa McShea Milagros Sequera                        | Olga Blahotová Gabriela Navrátilová                    | 2:6, 7:6(5), 6:4   |
| 2003 | Émilie Loit Åsa Svensson                            | Patricia Wartusch Petra Mandula                        | 6:3, 6:1           |
| 2002 | Paola Suárez Virginia Ruano Pascual                 | Tina Križan Katarina Srebotnik                         | 7:5, 6:1           |
| 2001 | María José Martínez Sánchez Anabel Medina Garrigues | Virginia Ruano Pascual Paola Suárez                    | 6:4, 6:7(5), 7:5   |